# Lucie Delarue-Mardrus

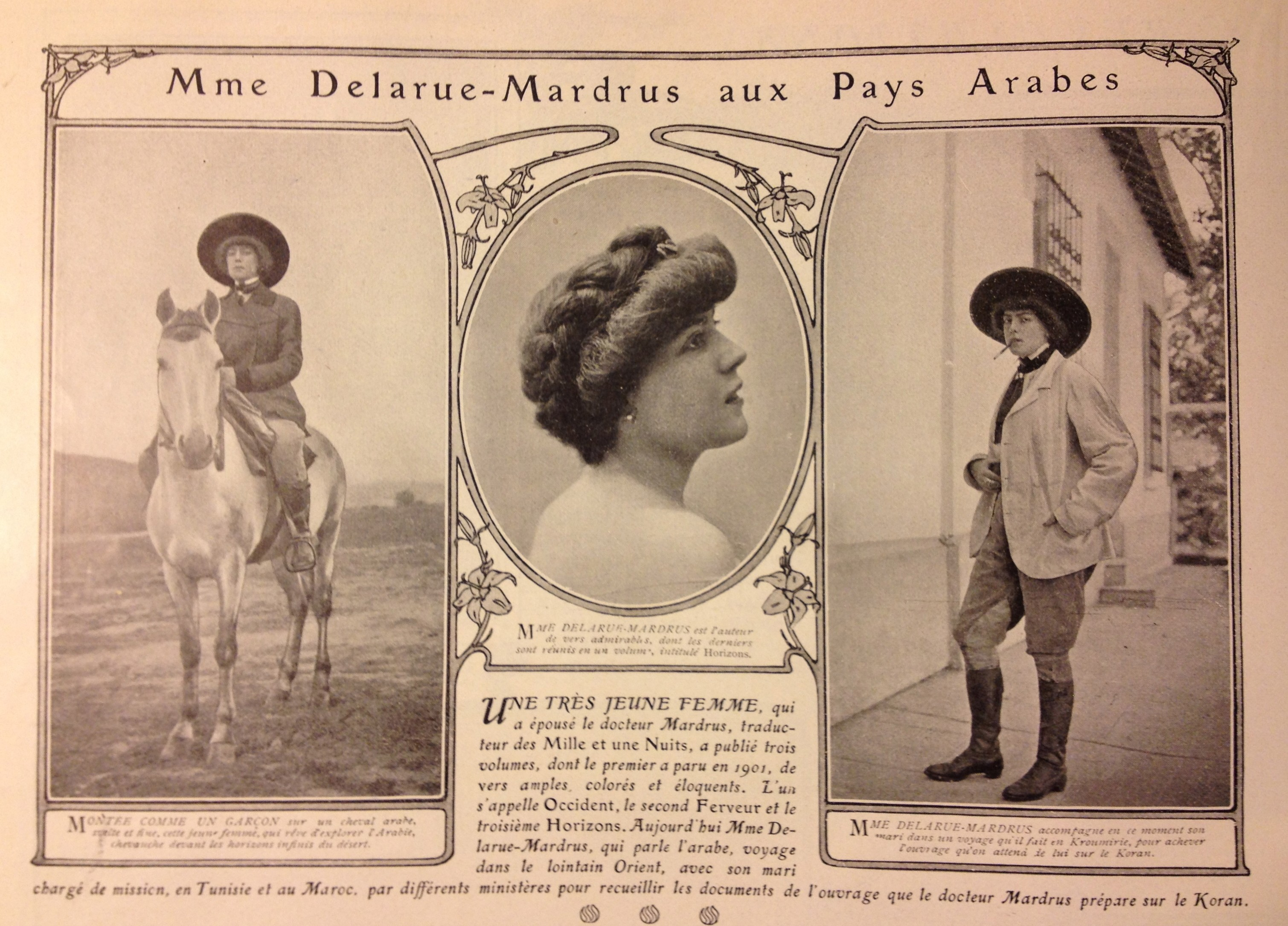
Septiembre de 1905, edición de La Vie Heureuse.

Lucie Delarue-Mardrus (Honfleur, 3 de noviembre de 1874 - 26 de abril de 1945) fue una periodista, poeta, novelista, escultora, historiadora y diseñadora francesa. Fue una escritora prolífica que escribió más de 70 libros.
En Francia, es sobre todo conocida por su poema que comienza con el verso "L'odeur de mon pays était dans une pomme". Sus escritos expresan su amor por los viajes y por su nativa Normandía . En L'Ex-voto (1932), por ejemplo, describe la vida y el entorno de los pescadores de Honfleur a principios del siglo XX.

## Trayectoria
Estuvo casada con el doctor y traductor JC Mardrus de 1900 a 1915, pero su orientación sexual era hacia las mujeres. Tuvo relaciones con varias mujeres a lo largo de su vida y escribió extensamente sobre el amor lésbico. Fue enfermera voluntaria en la I Guerra Mundial. En su  boda causó un pequeño escándalo porque apareció con traje de ciclista.
En 1902-03 escribió una serie de poemas de amor a la escritora estadounidense Natalie Clifford Barney, publicada póstumamente en 1957 como Nos secrètes amours, y una obra de teatro, Sapho désesperée. Entre sus amigas estaba la también escritora Colette. En la  novela póstuma de Jean Lorrain,  Maison pour dames publicada en 1908,  el autor satirizó las ambiciones e intrigas del grupo de escritoras al que pertenecía. Entre ellas estaban además de Natalie Barney y Colette, Renée Vivien  y Anna de Noailles. Formó parte también de un grupo de poetas conocido por el nombre que les puso  Charles Maurras, "les bacchantes", para quien habían caído en la osadía y en el impudor sucumbiendo a la debilidad de hablar de sí mismas desvelando su yo íntimo. A este grupo pertenecían Anna de Noailles, Renée Vivien, Cécile Sauvage, Gérard d'Houville o Marie Dauguet, entre otras.
Tras su divorcio en 1914, vivió en Normandía con su amante Germaine de Castro.
Describió a Barney en su novela de 1930, L'Ange et les Pervers, sobre la que dijo: "analicé y describí a Natalie en detalle, así como la vida en la que me inició". La protagonista de la novela es una persona intersexual llamada Marion que vive una doble vida, frecuentando salones literarios con vestimenta femenina, y luego cambia de falda a pantalón para asistir a veladas homosexuales. Barney aparece como "Laurette Wells", una anfitriona de un salón que pasa gran parte de la novela tratando de recuperar a una examante, basada libremente en los intentos de la vida real de Barney por recuperar su relación con su examante, Renée Vivien.
Un admirador escribió para describir a Lucie Delarue-Mardrus, declarando: "Ella es adorable. Ella esculpe, monta a caballo, ama a una mujer, luego a otra, y otra más. Ella pudo liberarse de su esposo y nunca se ha embarcado en un segundo matrimonio o en la conquista de otro hombre ".
Acabó sus días en el campo inválida por el reuma.
Sus novelas han inspirado varias películas, como El diablo en el corazón película de Marcel L´Herbier (1926) o Ex-voto (1928) del mismo director.

## Reconocimientos
Fue galardonada con el primer premio Renée Vivien para mujeres poetas en 1936.